# Световна икономика
Световна икономика, или глобална икономика, е икономиката на всички страни в света.
Също като глобална икономика може да се разглежда икономиката на глобалното общество и националните икономики, като икономики на локалните общества, които съставят глобалното такова.
Световната икономика може да бъде оценявана по много начини, например, в зависимост от използвания модел, това оценяване може да бъде представено в определена валута (например долар).
По БВП най-големите икономики в света са САЩ, Китай, Германия, Великобритания, Япония и Франция през 2009 г.
|  | Тази страница частично или изцяло представлява превод на страницата World economy в Уикипедия на английски. Оригиналният текст, както и този превод, са защитени от Лиценза „Криейтив Комънс – Признание – Споделяне на споделеното“, а за съдържание, създадено преди юни 2009 година – от Лиценза за свободна документация на ГНУ. Прегледайте историята на редакциите на оригиналната страница, както и на преводната страница, за да видите списъка на съавторите. ВАЖНО: Този шаблон се отнася единствено до авторските права върху съдържанието на статията. Добавянето му не отменя изискването да се посочват конкретни източници на твърденията, които да бъдат благонадеждни. |